# Chiesa di Saint-Étienne-du-Mont
La chiesa di Santo Stefano del Monte (in francese: église Saint-Étienne-du-Mont) è un luogo di culto cattolico di Parigi, sede dell'omonima parrocchia appartenente all'arcidiocesi di Parigi.
L'edificio è situato nel quartiere latino, sul colle di santa Genoveffa, che prende il nome dalla santa che ivi morì e trovò sepoltura nel VI secolo, che attualmente si trova all'interno del V arrondissement; nelle vicinanze della chiesa vi sono il Panthéon, la biblioteca Sainte-Geneviève e il lycée Henri-IV.
La chiesa si trova nei pressi della stazione della metropolitana di Parigi Cardinal Lemoine (linea ).
Nel romanzo ottocentesco di Honoré de Balzac, Papà Goriot, Goriot riceve una modesta cerimonia funeraria nella suddetta chiesa a cura di Eugène de Rastignac

## Storia

### Le origini
La storia della chiesa di Santo Stefano del Monte è strettamente legata a quella dell'abbazia di Santa Genoveffa, dove la santa fu inumata nel VI secolo. L'abbazia richiamava molti laici al suo servizio quindi fu destinata a costoro, in un primo tempo, una cappella situata nella cripta. Consacrato alla Vergine Maria, poi a san Giovanni apostolo, il luogo si rivelò presto troppo esiguo per accogliere tutti i fedeli. Nel 1222, il papa Onorio III autorizzò la fondazione di una chiesa autonoma parallela a quella abbaziale di Santa Genoveffa, che sarà dedicata a santo Stefano, già titolare dell'antica cattedrale di Parigi.

### La costruzione

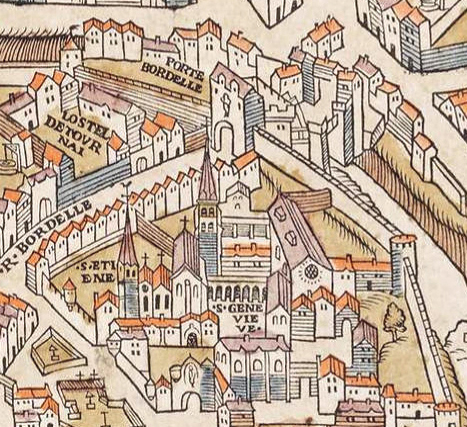
Le chiese affiancate di Santo Stefano e Santa Genoveffa nella pianta di Parigi di Olivier Truschet e Germain Hoyau (1550 circa).

Il nuovo edificio diventò ben presto insufficiente per il numero elevato di abitanti della zona: nel territorio della parrocchia, infatti, erano situati la Sorbona e numerosi collegi. La chiesa venne ingrandita nel 1328, ma nel XV secolo diventò necessaria la costruzione di un nuovo luogo di culto. Nel 1492, i monaci genoveffani donano una parte delle loro terre per l'edificazione della nuova chiesa che fu costruita a tappe dandole così un aspetto composito. Sotto la direzione dell'architetto Étienne Viguier, i lavori iniziano dall'abside e dal campanile nel 1494; le due prime campane vengono fuse nel 1500. Il coro, in stile gotico fiammeggiante, viene terminato nel 1537. Lo jubé venne costruito tra il 1530 e il 1535 su progetto di Pierre Biard il Vecchio. Nel 1541, Guy de Montemiral, vescovo titolare di Megara, benedisse gli altari delle cappelle dell'abside. Nello stesso anno, la parrocchia stipulò dei contratti per le vetrate e le statue con artigiani parigini. La navata, in stile Rinascimento, non venne terminata prima del 1584. La prima pietra della facciata fu posta nel 1610 da Margherita di Valois che finanziò l'opera; il prospetto venne completato nel 1622.
La chiesa venne consacrata il 25 febbraio 1626 da Giovanni Francesco di Gondi, primo arcivescovo di Parigi, zio del cardinale di Retz. Nondimeno, i lavori continuarono: tra il 1633 e il 1636, venne realizzato l'organo a canne da Pierre Pescheur, entro la cassa lignea costruita nei tre anni precedenti da Jean Bureau; nel 1651 venne installato un nuovo pulpito. Negli stessi anni vennero anche costruiti dei locali per i fabbricieri e gli alloggi per i sacerdoti.

### Dal XVII al XXI secolo

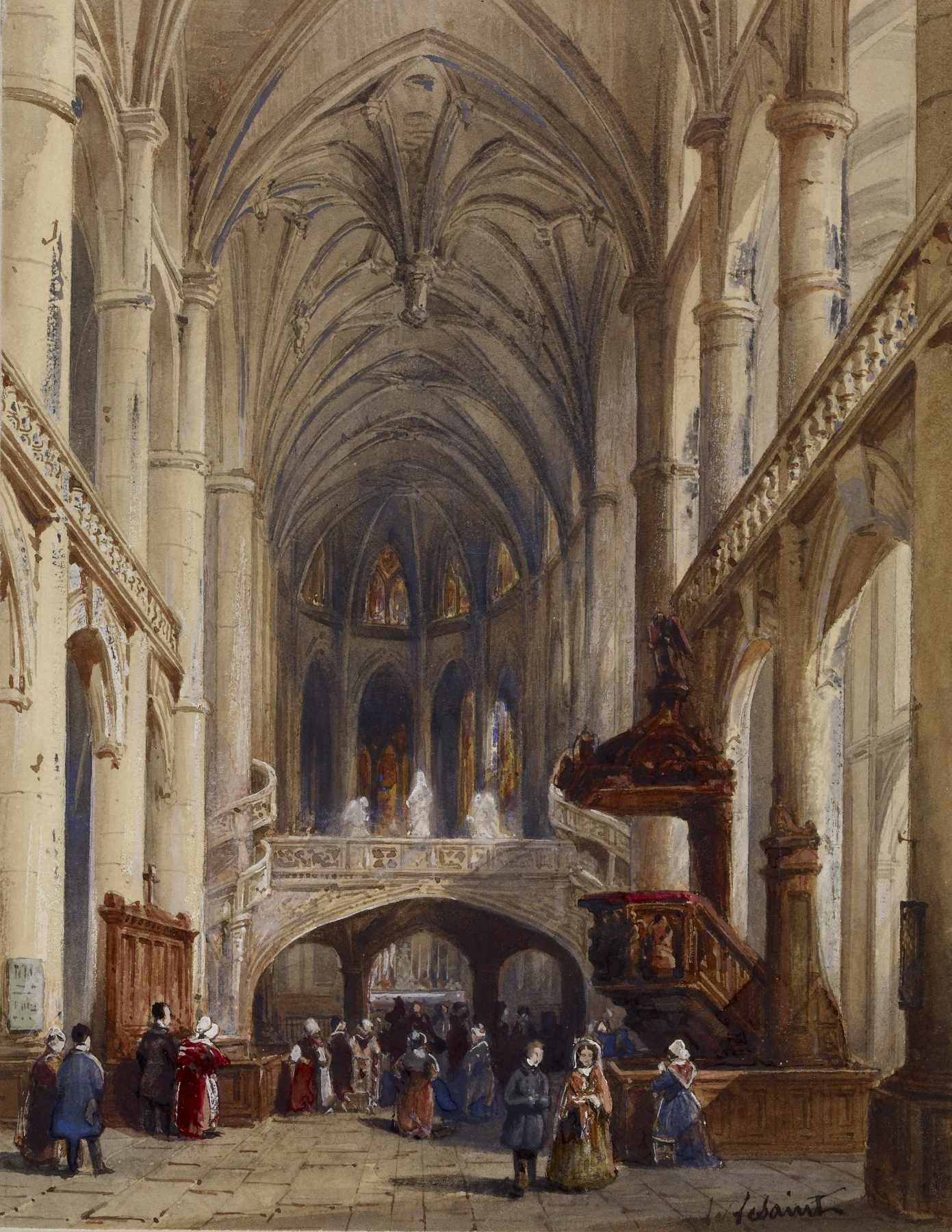
L'interno della chiesa in un acquarello di Charles Louis Lesaint (metà del XIX secolo).

Nel XVII e XVIII secolo, la chiesa godette di grande prestigio. Divenne teatro di imponenti processioni durante le quali il reliquiario di santa Genoveffa veniva solennemente portato nella cattedrale di Notre-Dame per poi ritornare nella chiesa di Santo Stefano. Le reliquie rimasero nella chiesa fino al 1793, quando vennero in gran parte gettate nella Senna. Divenne anche sede di prestigiose sepolture, tra le quali quelle di Pierre Perrault, padre dell'autore delle Contes, del pittore Eustache Le Sueur e di Blaise Pascal; nel 1711 vi furono trasferite quelle di Louis-Isaac Lemaistre de Sacy e di Racine, già nell'abbazia di Port-Royal des Champs.
Durante la Rivoluzione francese, la chiesa viene in un primo tempo chiusa, poi trasformata in tempio della Pietà filiale. Il culto cattolico viene ripristinato nel 1801 col favore del concordato. L'anno seguente, la demolizione dell'annessa chiesa abbaziale di Santa Genoveffa e l'apertura della rue Clovis resero la chiesa di Santo Stefano un edificio autonomo. Sotto il Secondo Impero, la chiesa venne restaurata da Victor Baltard tra il 1861 e il 1868, che ridonò alla facciata la bellezza primitiva con la ricostruzione delle statue distrutte dai rivoluzionari. Baltard fece anche costruire dietro l'abside, nell'area dell'antico ossario, la cappella del catechismo.

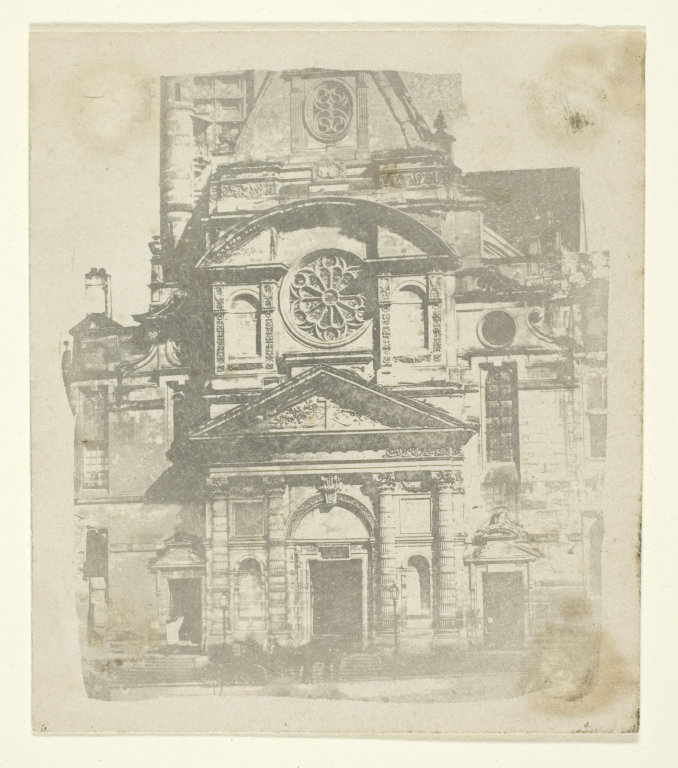
La facciata in una fotografia di William Fox Talbot (1853-1858 circa), prima dei restauri di ripristino degli anni 1860.

Il XIX secolo è marcato da diversi avvenimenti. Il 10 gennaio 1805 il papa Pio VII celebrò la messa nella chiesa. Nel 1833, Frédéric Ozanam, parrocchiano di Saint-Étienne, fondò con alcuni amici la Società di San Vincenzo de' Paoli. Il 3 gennaio 1857, l'arcivescovo Marie Dominique Auguste Sibour venne assassinato dentro l'edificio al grido di "abbasso le dee!" dal prete interdetto Jean-Louis Verger, contrario al dogma dell'Immacolata Concezione. Una lapide all'entrata della navata indica il luogo dove venne ucciso il prelato, che si appressava a presiedere la novena di santa Genoveffa. L'occultista Eliphas Lévi è indirettamente immischiato in questo tragico avvenimento che narrerà in una delle sue opere, La Clèf des Grands Mystères (1861). Nel 1862 la chiesa è stata classificata come monumento storico di Francia.
Il 23 agosto 1997 il papa Giovanni Paolo II vi celebrò la messa all'epoca della visita a Parigi, in occasione della Giornata mondiale della gioventù.
Nel 2010 è stata realizzata una nuova area presbiterale nella crociera rendendo definitivo l'allestimento precedente risalente al 1995 e di carattere provvisorio.

## Descrizione

### Misure e dimensioni
| Parametro                                          | Misura |
| -------------------------------------------------- | ------ |
| Lunghezza                                          | 69 m   |
| Larghezza                                          | 25,5 m |
| Larghezza dello jubé                               | 21,5 m |
| Altezza dello jubé                                 | 9 m    |
| Diametro del rosone della facciata                 | 3,8 m  |
| Dimensioni delle quattro vetrate del deambulatorio | 5x8 m  |

### Esterno

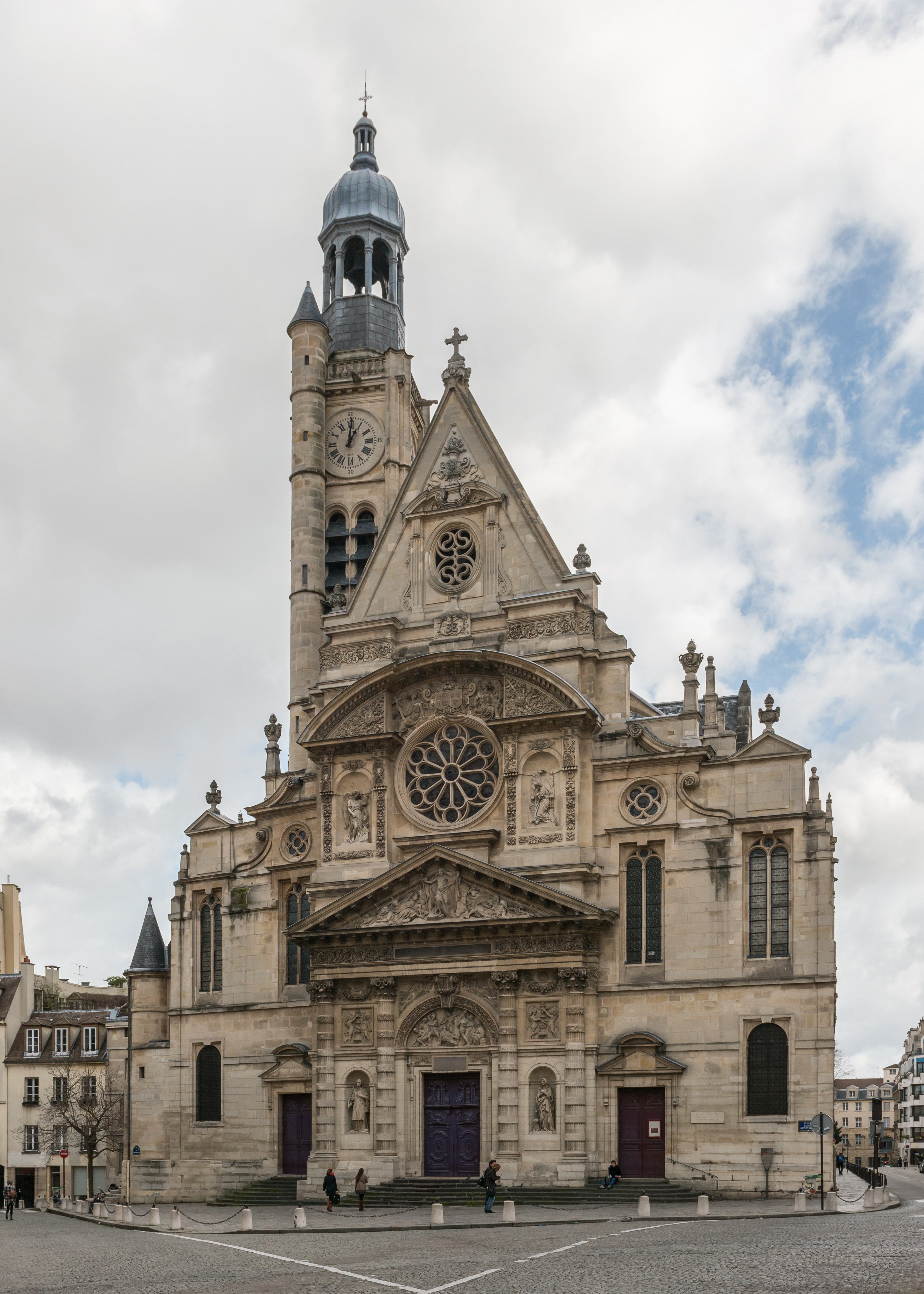
Facciata

L'esterno della chiesa di Santo Stefano è caratterizzato dalla facciata, che dà su place Sainte-Geneviève, alle spalle del Panthéon. Il prospetto venne realizzato in stile rinascimentale tra il 1610 e il 1622 su progetto di un architetto rimasto anonimo.
La facciata, in pietra chiara, è a salienti ed è un unicum in quanto presenta una composizione di elementi architettonici di varia origine ed epoca (romana, gotica, rinascimentale) ben integrati fra di loro. Il portale centrale è inserito all'interno di una struttura che richiama il pronao degli antichi templi classici, con timpano triangolare sorretto da quattro semicolonne corinzie scanalate; le sculture risalgono ai restauri del 1861-1868, diretti da Victor Baltard, e raffigurano Santo Stefano (statua a sinistra), Santa Genoveffa (statua a destra), la Lapidazione di Stefano (bassorilievo nella lunetta), Puttini e candelabri (bassorilievi nei campi laterali), Cristo risorto in gloria (frontone).
Nella parte superiore, lo schema tripartito del finto pronao è riletto in chiave rinascimentale, con tre campi separati da cornici con altorilievi vegetali, e terminanti in alto con un timpano semicircolare spezzato, riccamente decorato a bassorilievo: nel campo centrale si apre il rosone circolare, mentre ai lati, entro due nicchie, vi sono le statue dell'Annunciazione. Nell'area della navata centrale, la facciata termina con uno slanciato timpano triangolare, al centro del quale si apre una finestra ovale inserita all'interno di una struttura architettonica; in corrispondenza delle due navate laterali, invece, in basso si apre un portale, mentre nella parte superiore due alte bifore rinascimentali e un piccolo rosone, con un coronamento a mezzi timpani e finti candelabri marmorei.
Alla sinistra della facciata, in posizione leggermente arretrata, si eleva la torre campanaria tardogotica a pianta quadrangolare, alla cui sommità è posta una lanterna ottagonale di epoca successiva; all'interno della cella campanaria è ospitato un concerto di quattro campane (note Re3 - denominata Charles, Mi3, Fa#3, Sol3), fuso nel 1819 da Cavillier.

### Interno
La chiesa di Santo Stefano presenta una pianta a croce latina; l'abside (leggermente fuori asse, elemento tipico delle grandi chiese gotiche francesi) è in stile tardogotico, mentre il resto della chiesa è una rivisitazione in chiave rinascimentale delle strutture gotiche.

#### Piedicroce

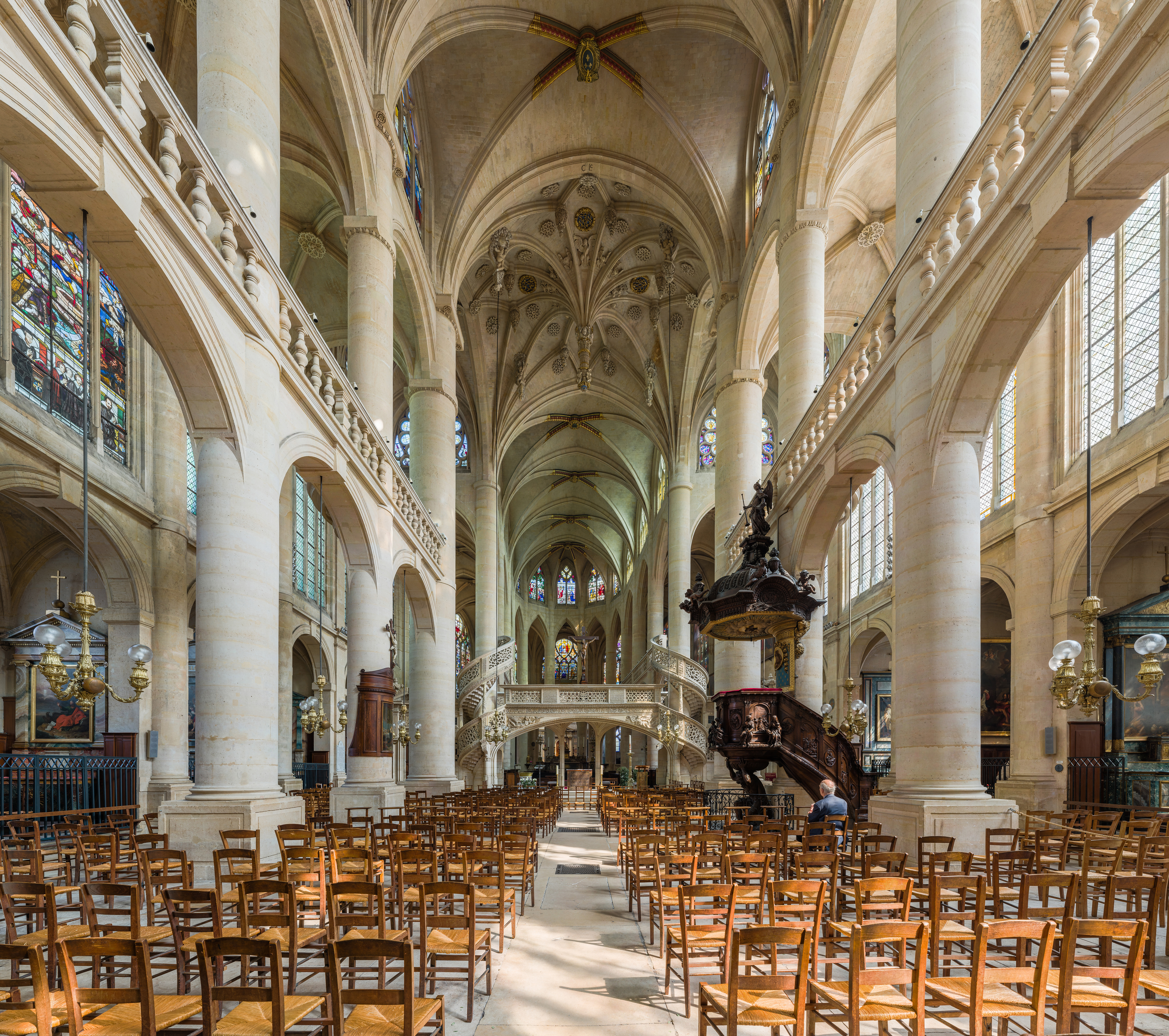
Interno

L'aula si articola in tre navate di cinque campate ciascuna; i tre ambienti sono divisi da due ordini di arcate a sesto ribassato, con un ballatoio, delimitato da una balaustra rinascimentale, che corre al di sopra dell'ordine inferiore; solo in corrispondenza della prima campata della navata di sinistra vi è un matroneo. Il cleristorio della navata centrale è costituito da trifore e bifore tardogotiche, mentre quello delle navatelle, alla base del quale si aprono le cappelle laterali, è formato da alte polifore rinascimentali. A ridosso del pilastro di destra tra la quarta e la quinta campata della navata centrale, vi è il pulpito barocco in legno, realizzato nel 1651 da Claude Lestocart e Jacques Sarrazin su disegno di Laurent de La Hyre; esso è riccamente decorato con statue e bassorilievi ed è caratterizzato dalla statua di un telamone che sorregge il podio.
Nella quinta cappella di destra, a pavimento, trova luogo il gruppo scultoreo della Deposizione di Gesù, risalente all'ultimo quarto del XVI secolo, realizzato in terracotta dipinta; esso proviene dalla chiesa di St-Benoît-le-Bétourné, demolita nel XIX secolo, e si compone di sette personaggi a grandezza naturale, posti intorno al corpo di Gesù. Sulle pareti laterali vi sono le tele Adorazione dei pastori di Jeson de Santerre (1740, a sinistra) e Gesù in croce tra la Vergine Maria, san Luigi IX, Luigi XIII e Aristotele, di un anonimo della prima metà del XVII secolo (a destra).

#### Capocroce
La crociera, posta all'innesto fra navata centrale, coro e transetto, è caratterizzata dalla ricca decorazione della volta, la cui chiave, sporgente verso il basso, presenta un fitto rilievo scultoreo con elementi vegetali ed angeli. A pavimento, trova luogo l'area presbiterale, in stile moderno, realizzata nel 1995 dalla Maison Chéret: su una pedana marmorea (installata nel 2010 in sostituzione di quella originaria in legno), sono situati l'altare maggiore cubico (al centro), l'ambone (in posizione avanzata, sulla destra) e la sede (in posizione arretrata, sulla sinistra).

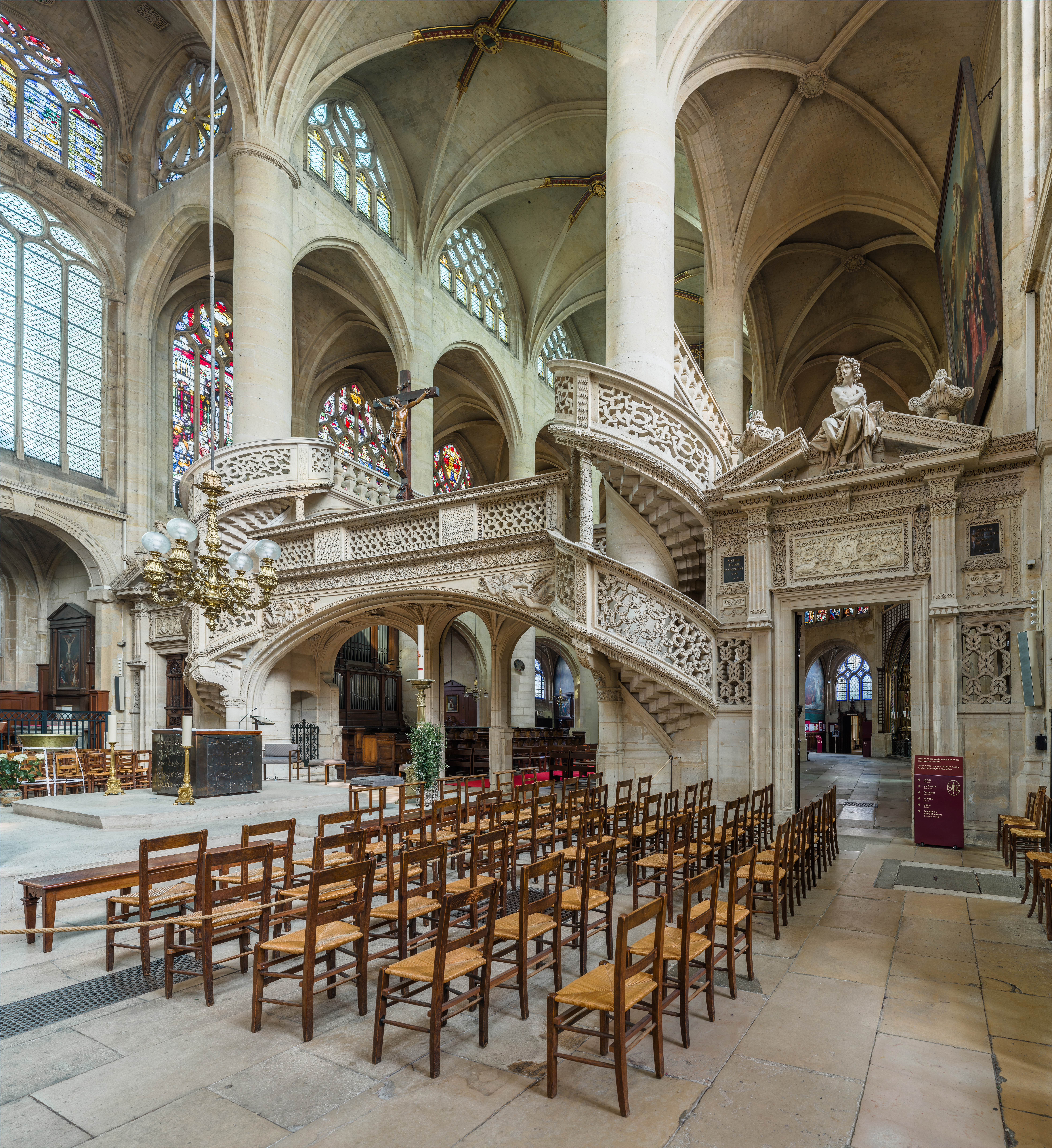
Il presbiterio e lo jubé.

Sotto l'arco tra crociera e coro, trova luogo l'artistico jubé rinascimentale, unico esempio ancora esistente a Parigi di tale elemento architettonico. Il pontile venne costruito in pietra tra il 1530 e il 1535 su progetto di Pierre Biard e si compone di un ballatoio sorretto nella parte anteriore da un arco a sesto ribassato, e in quella posteriore da tre archi, dei quali quello centrale più stretto; vi si accede tramite due scale a chiocciola simmetriche ed è sormontato da un crocifisso ligneo. Le balaustre sono caratterizzate da un ricco traforo rinascimentale e l'intera composizione presenta un fitto apparato decorativo a bassorilievo. Completano l'opera le due porte simmetriche poste a chiusura del deambulatorio, ciascuna delle quali è sormontata da un timpano triangolare spezzato con la statua di un Angelo seduto.
Il coro, di tre campate e terminante con l'abside, presenta lo stesso schema dell'aula, con tre navate (e deambulatorio) separate da due ordini di arcate a sesto acuto ribassato e ballatoio rinascimentale, cui si accede dalle due scale a chiocciola dello jubé. Al centro dell'abside, rialzato di alcuni gradini rispetto al resto della chiesa, trova luogo l'altare maggiore barocco, in marmi policromi.

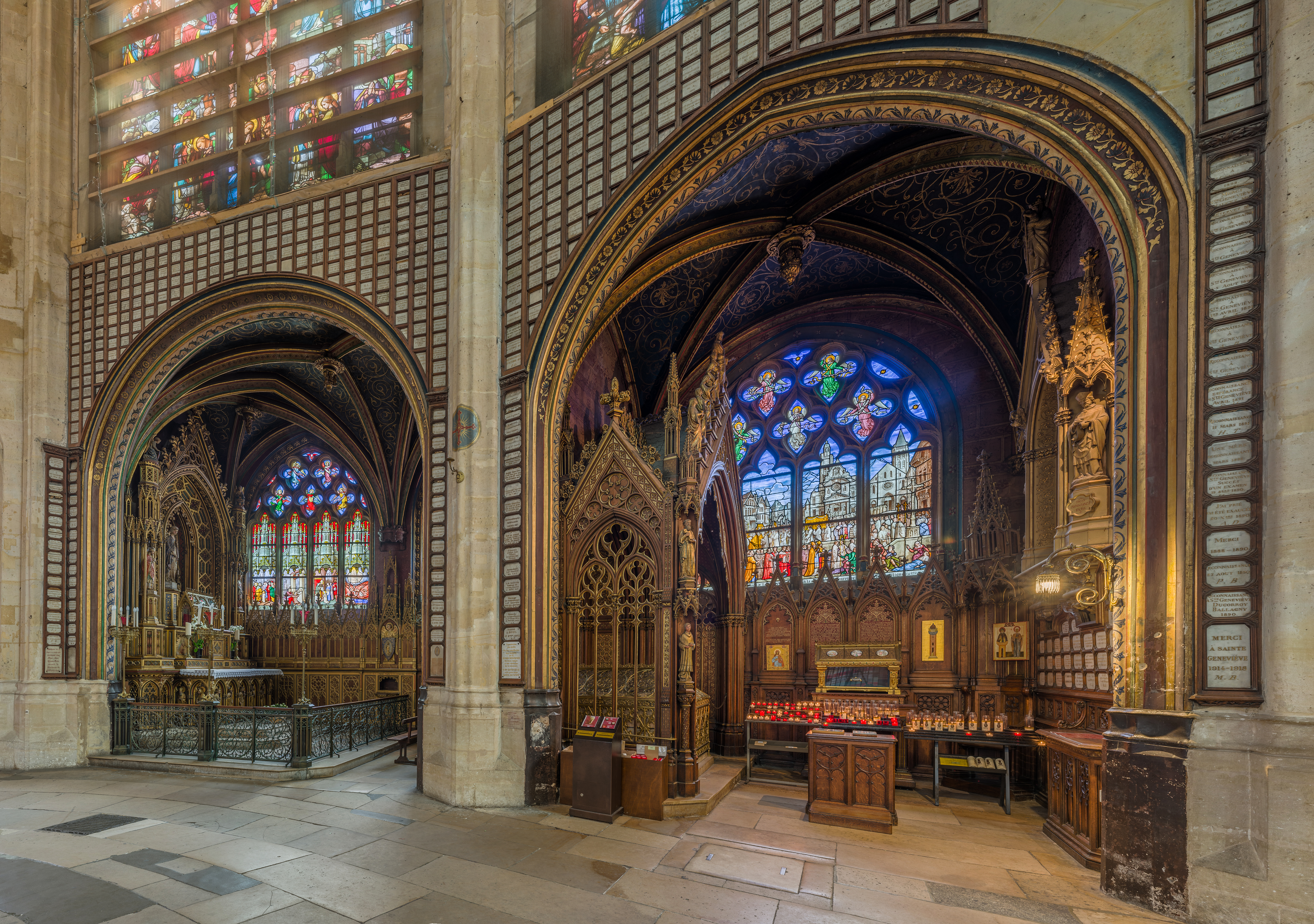
La cappella di Santa Genoveffa.

Nel deambulatorio di destra, si apre la cappella dedicata a santa Genoveffa, costituita da due ambienti riccamente decorati in stile neogotico nel 1853 in occasione del trasferimento in tale luogo del sarcofago della santa, rinvenuto nel 1802 dopo che, nel 1793, era stato gettato nella Senna insieme ai resti mortali in esso contenuti; l'antico manufatto in pietra, posto sotto l'arco che mette in comunicazione i due ambienti, è racchiuso all'interno di una custodia metallica neogotica.
Al centro del deambulatorio, alle spalle dell'altare maggiore barocco, si apre la cappella assiale, dedicata a Vergine Maria; a pianta semicircolare, ospita sull'altare neoclassico, entro una nicchia incorniciata da un timpano triangolare sorretto da due colonne corinzie scanalate, una statua marmorea raffigurante la Madonna col Bambino, del XIX secolo. Sulle pareti, vi sono quattro tele di Alexandre-François Caminade, raffiguranti (da destra): l'Annunciazione, la Natività di Gesù, la Visitazione e la Dormizione di Maria.

### Vetrate

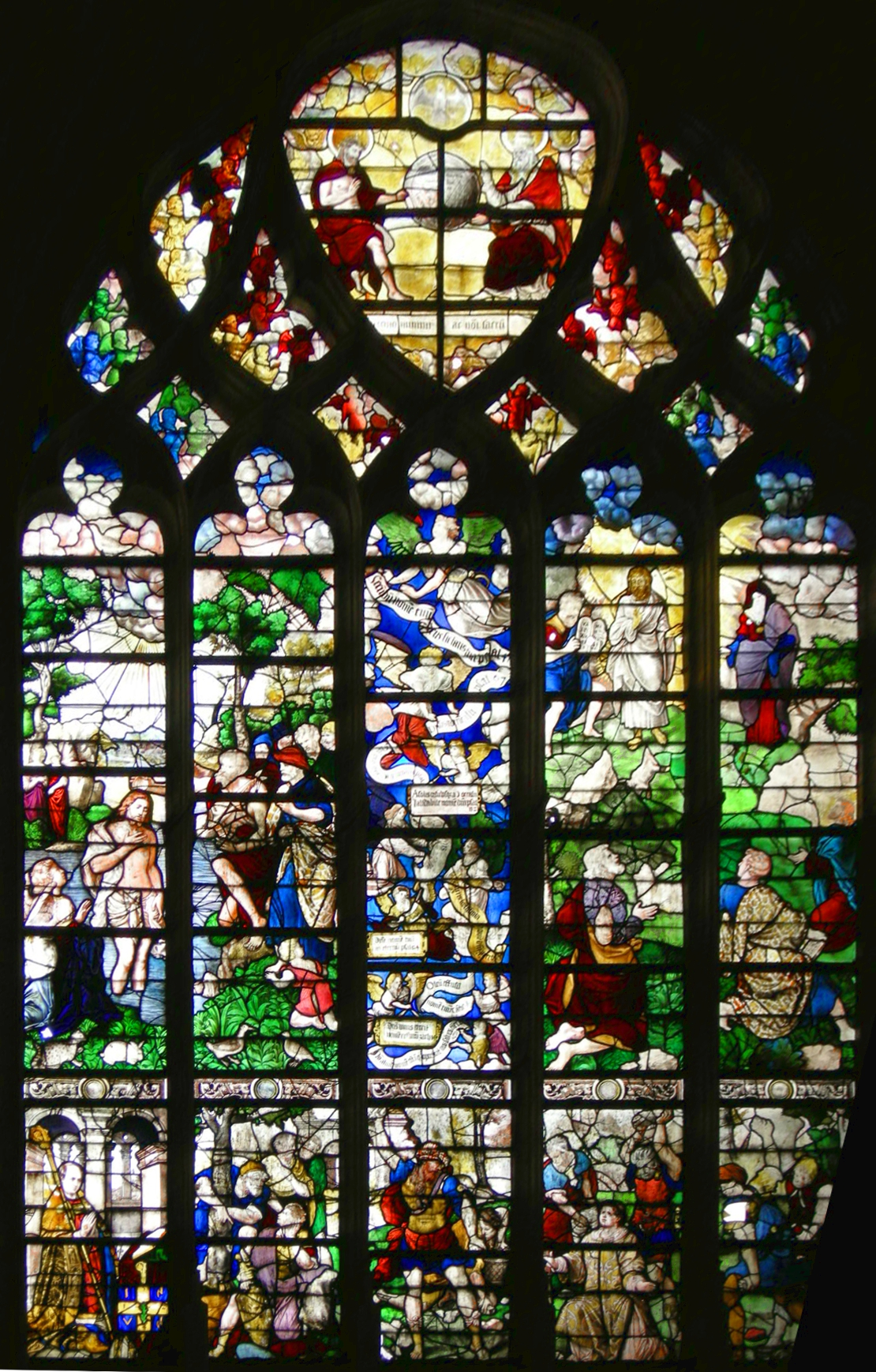
Vetrata del Santissimo Nome di Gesù.

La chiesa di Santo Stefano accoglie uno dei cicli di vetrate più completi tra quelli presenti nella città di Parigi, con opere che vanno dal XVI al XX secolo; fra le più antiche vi sono quelle del deambulatorio, mentre tra le più recenti, quelle che chiudono le polifore della cappella di Santa Genoveffa, risalenti al 1853 e raffiguranti Scene della vita della santa e Angeli in volo.
Le quattro grandi vetrate del deambulatorio raffigurano (da sinistra a destra): Storie della vita di santa Genoveffa (1868-69); Storie della vita di santo Stefano (ultimo quarto del XVI secolo, vetrata attribuita a Enguerrand Leprince); vetrata del Santissimo Nome di Gesù (metà del XVI secolo), con (dal basso all'alto) un Donatore e Susanna e i vecchioni (ordine inferiore, a sinistra), San Michele arcangelo (al centro) e Martirio di santo Stefano (a destra) e Battesimo di Cristo (ordine superiore, a sinistra) e Trasfigurazione (a destra) e Trinità (apice, al centro); Scene della Natività di Maria e di Gesù (primo quarto del XVI secolo). Coeve a quest'ultima sono le altre due vetrate della navata di sinistra del coro Storie della vita di san Claudio e Pentecoste, mentre quella con Scene dell'Apocalisse e san Giovanni evangelista risale al 1614, con integrazioni del 1861.
La vetrata che chiude il rosone della facciata è del XVII secolo e raffigura Cristo seduto su un delfino circondato da Dio Padre, angeli e vescovi. Altre vetrate policrome si trovano anche in alcune cappelle laterali e campate delle navatelle, nella navata centrale, nel transetto e nell'abside.
Nella galleria del chiostro, situata nel luogo in cui anticamente sorgeva un cimitero, e attuale accesso alla cappella del catechismo (edificata negli anni 1860 in stile neorinascimentale su progetto di Victor Baltard), vi è una collezione di 12 vetrate policrome (in origine 24) degli inizi del XVII secolo, realizzate con la tecnica di pittura su vetro trasparente, con una successiva cottura in forno. L'iconografia del ciclo è incentrata sulla presenza reale di Cristo nell'Eucaristia prefigurata dai fatti dell'Antico Testamento; particolare la vetrata in cui viene spiegato il riproporsi del sacrificio di Cristo ogni volta che viene celebrata la messa, con al centro Cristo spremuto nel torchio, dal quale esce il suo sangue.

### Organi a canne

#### Organo maggiore

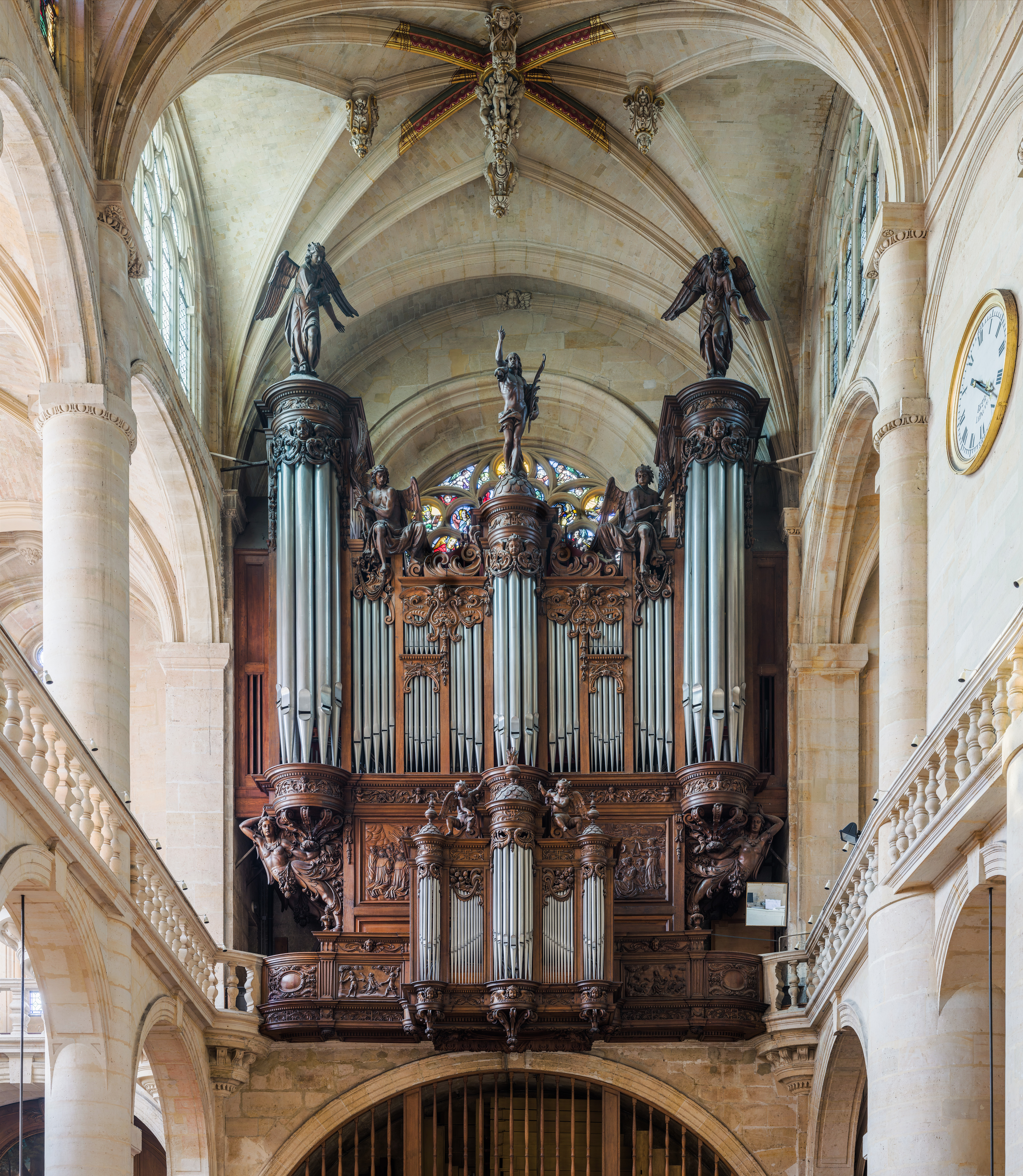
L'organo maggiore.

L'organo a canne principale della chiesa, collocato sulla cantoria in controfacciata, fu costruito tra il 1633 e il 1636 da Pierre Pescheur ed è uno dei più antichi ed importanti strumenti della città. Successivamente alla costruzione, è stato più volte modificato ed ampliato: la prima da François-Henri Clicquot nel 1777, poi da Aristide Cavaillé-Coll nel 1863 (opus 204/176) e nel 1873 (opus 418/415) e ancora da Beuchet-Debierre nel 1956 su progetto di Maurice Duruflé. Piccoli interventi sono stati fatti nel 1975 e 1991 rispettivamente da Gonzalez e Dargassies.
Lo strumento è a trasmissione elettrica e dispone di 89 registri, dei quali 83 reali. La consolle è situata sul matroneo della prima campata della navata laterale di sinistra; essa dispone di quattro tastiere di 61 note ciascuna e pedaliera concavo-radiale di 32 note; i registri, le unioni e gli accoppiamenti sono azionati da placchette a bilico poste su più file ai lati e al di sopra dei manuali. Il materiale fonico è integralmente racchiuso all'interno della cassa lignea barocca con positivo tergale, realizzata tra il 1630 e il 1633 da Jean Bureau; la cassa è decorata con numerose sculture, quali cariatidi, angeli musicanti e Gesù risorto; alla base, vi sono due bassorilievi con i Vegliardi dell'Apocalisse (a sinistra) e il Passaggio del Mar Rosso (a destra).

#### Organo del coro
Sotto la prima arcata di sinistra del coro, trova luogo un secondo organo a canne, costruito da Théodore Puget nel 1902 per l'accompagnamento liturgico. Lo strumento è a trasmissione pneumatica e dispone di 14 registri, dei quali 12 reali; la consolle dispone di due tastiere di 56 note ciascuna e pedaliera di 30 note. Il materiale fonico è integralmente racchiuso all'interno di una cassa lignea neogotica sobriamente decorata con rilievi.

## Galleria d'immagini

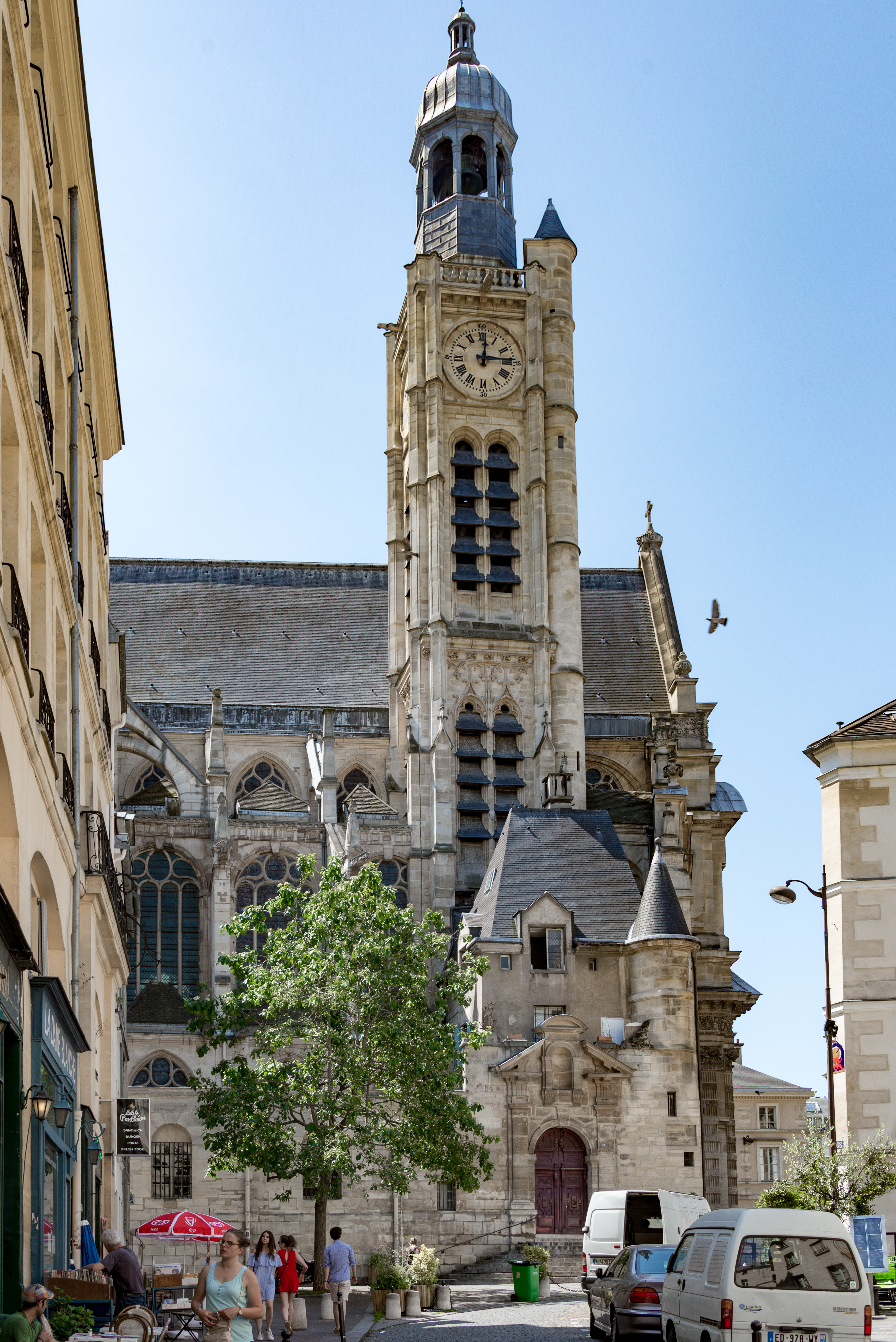
Il campanile
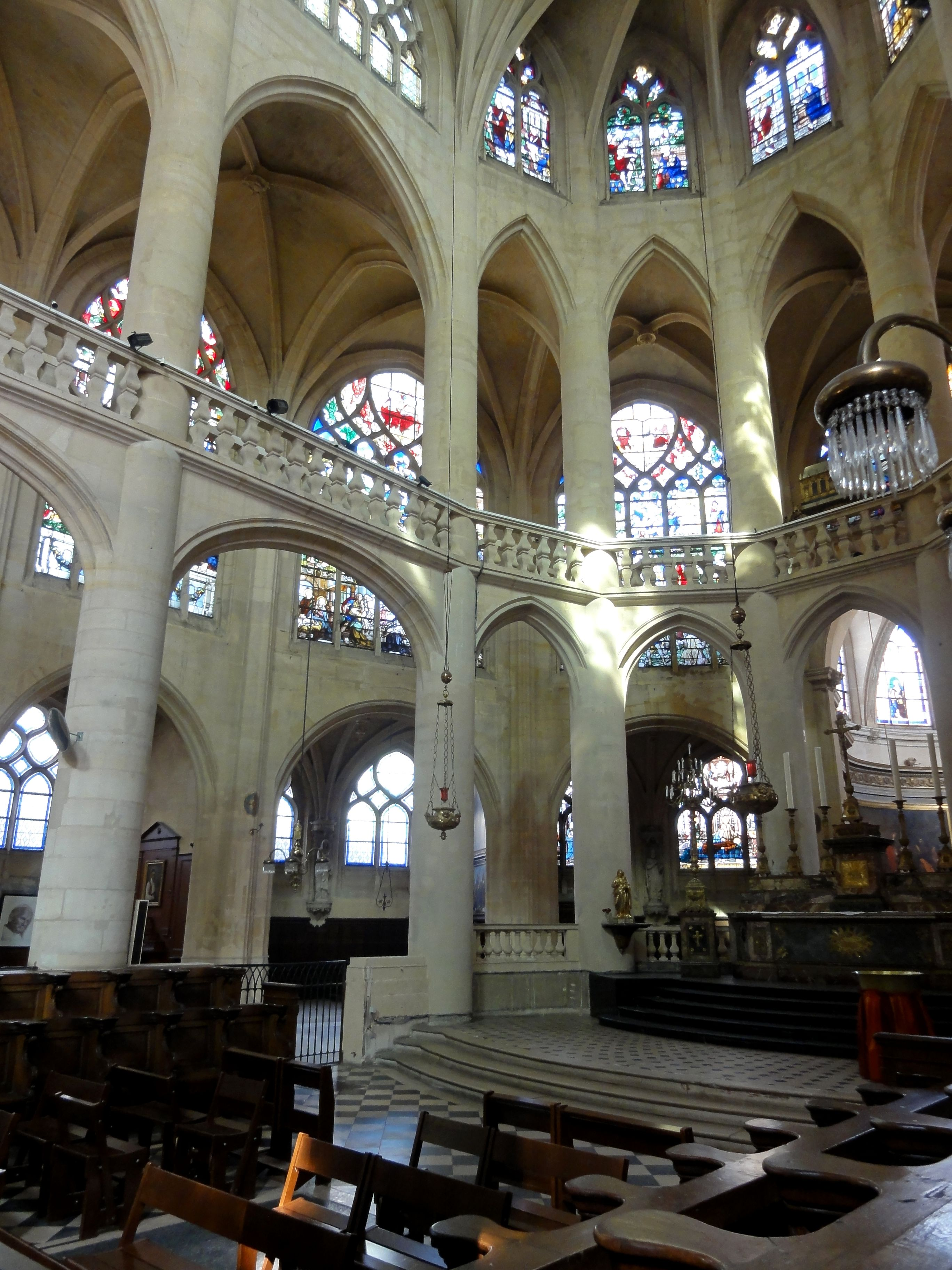
Coro e abside
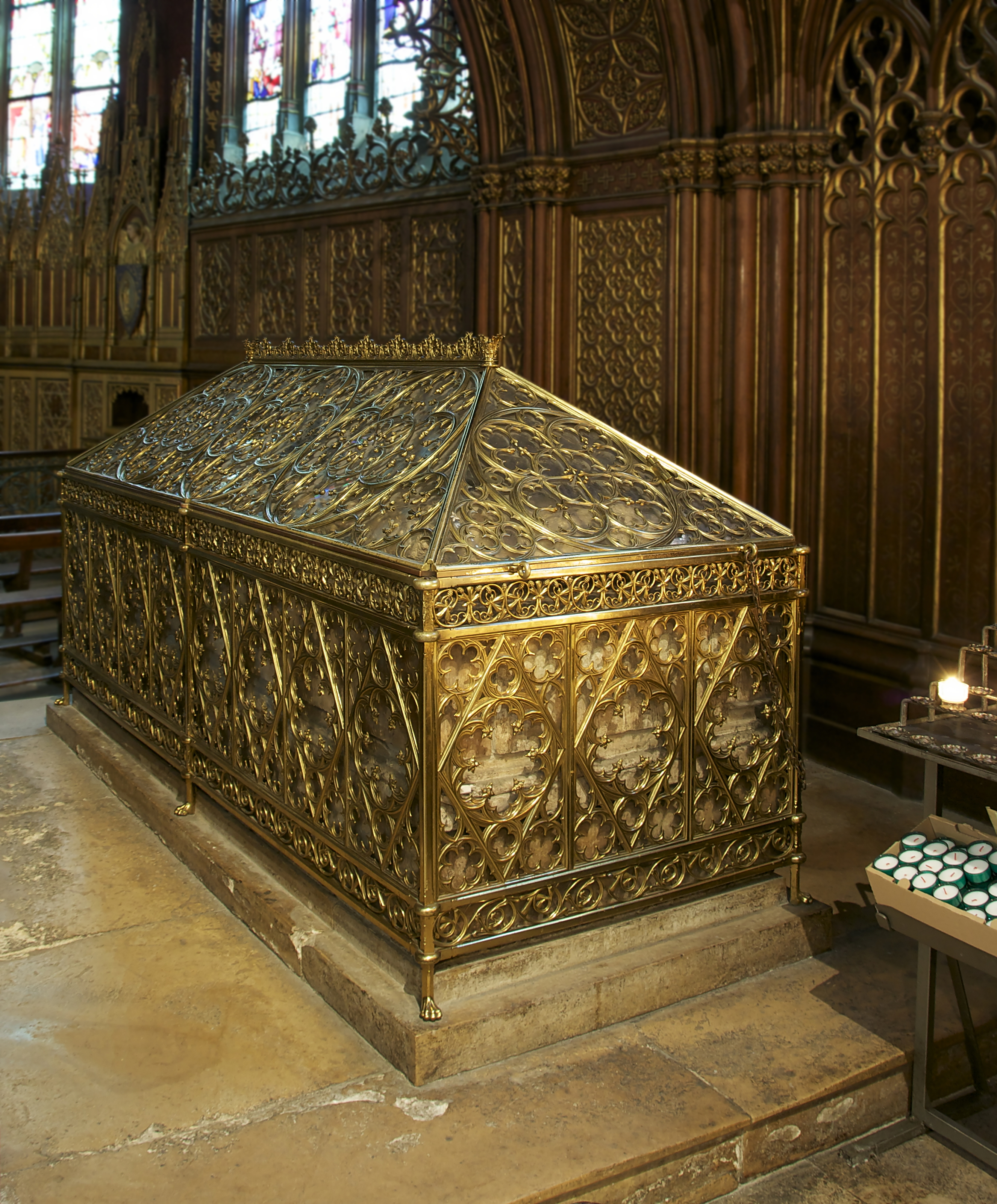
Il sarcofago di santa Genoveffa
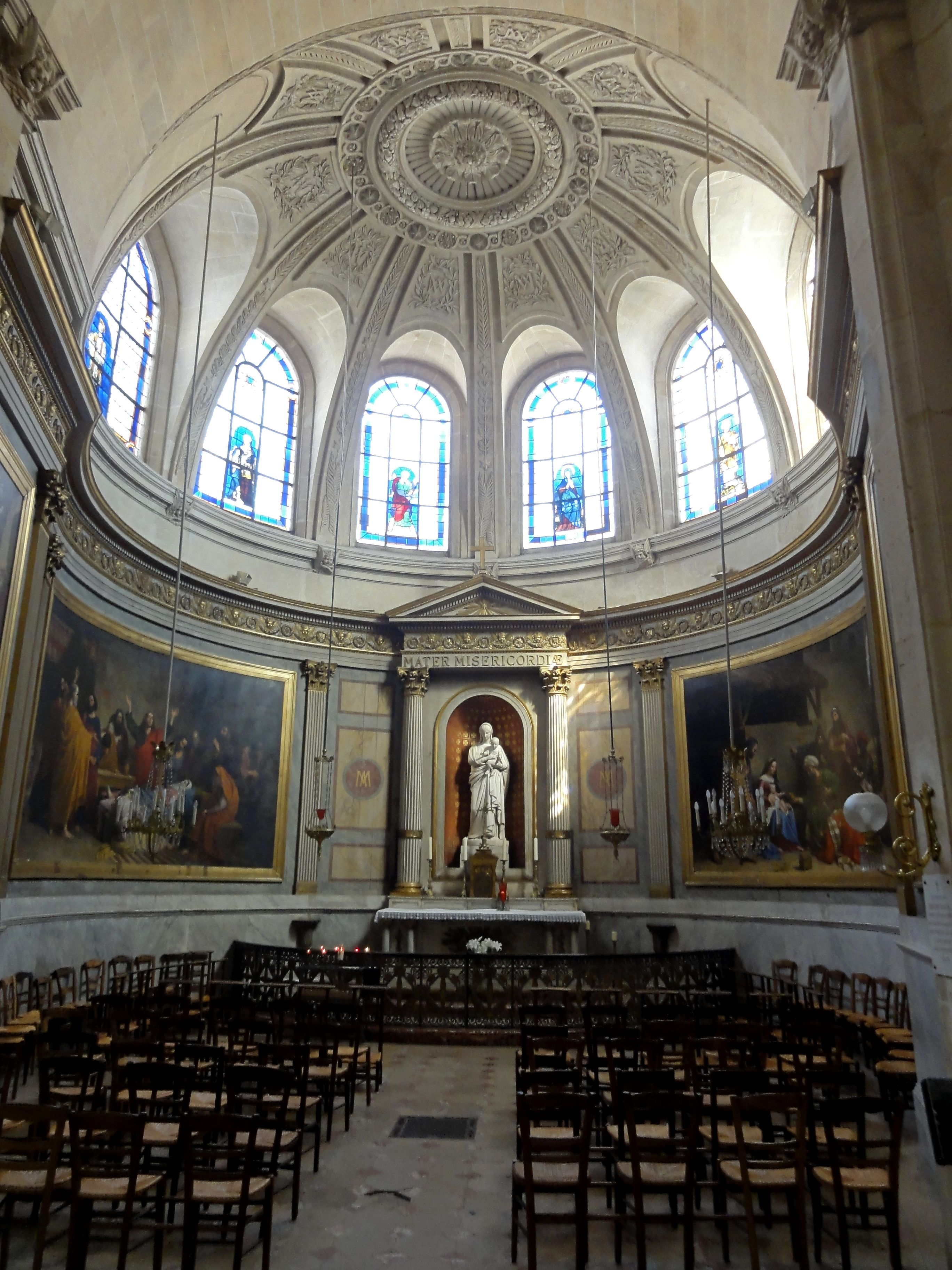
La cappella assiale
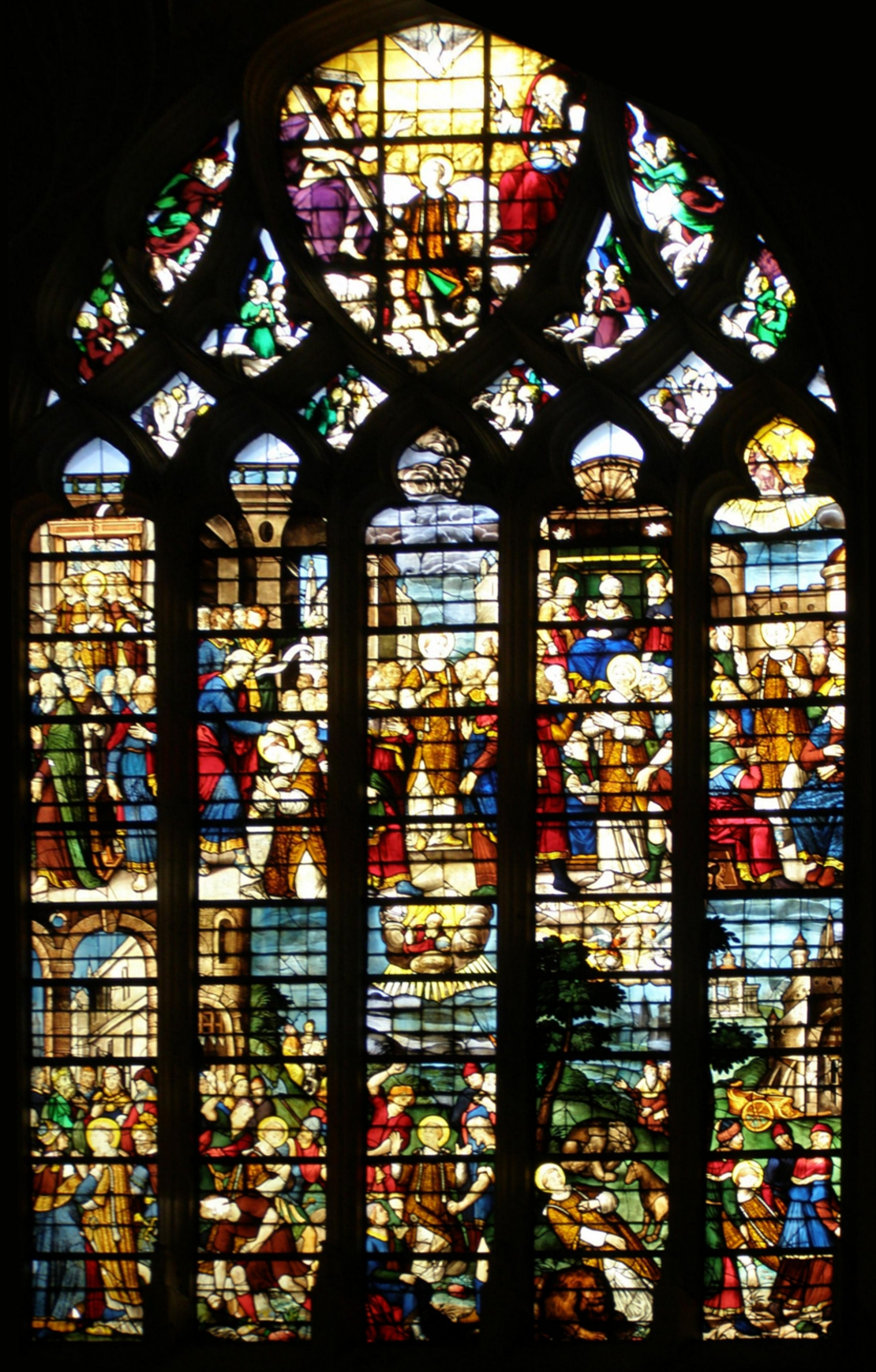
Vetrata con le Storie della vita di santo Stefano
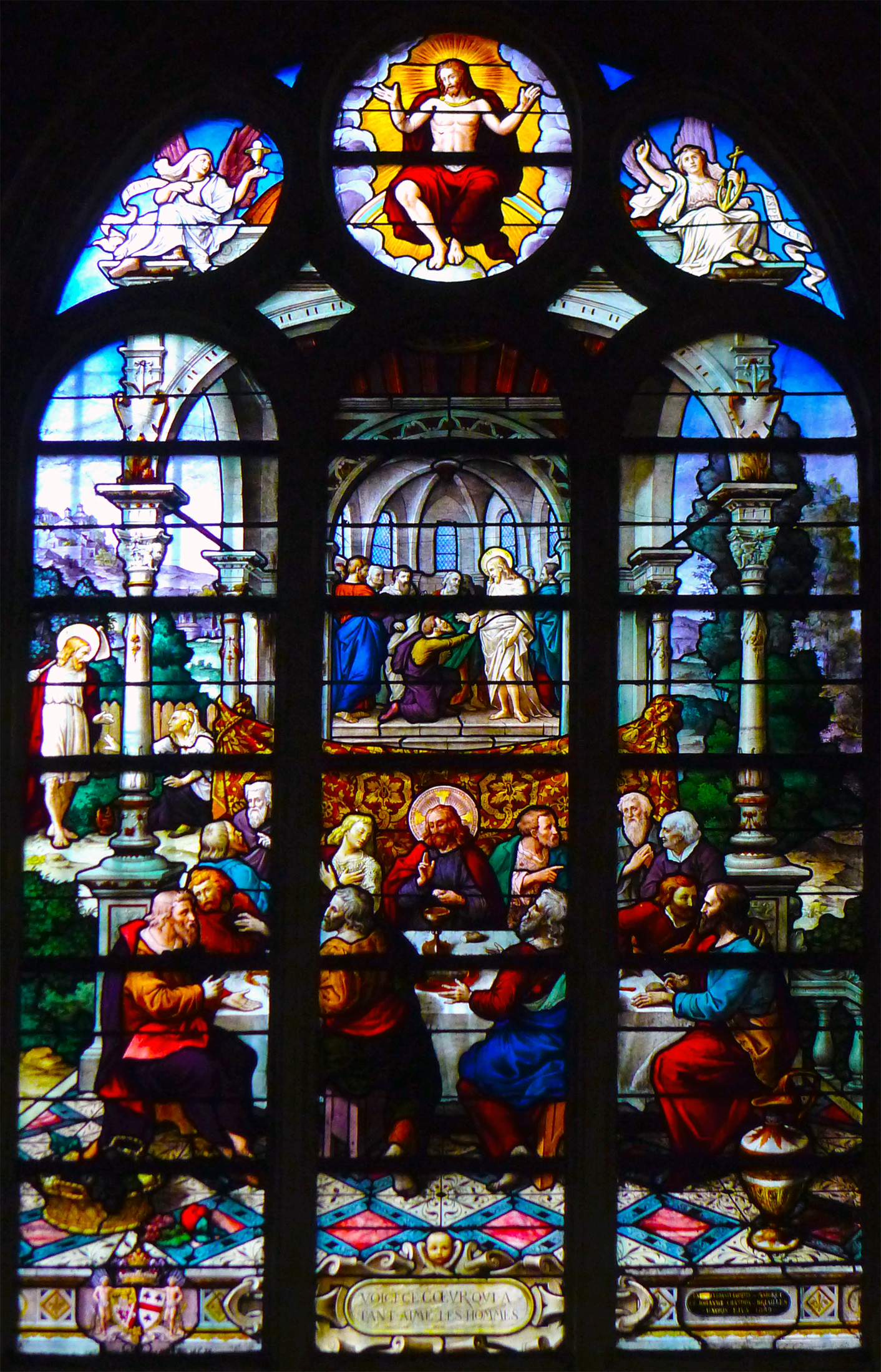
Vetrata con l'Ultima cena e l'Incredulità di San Tommaso
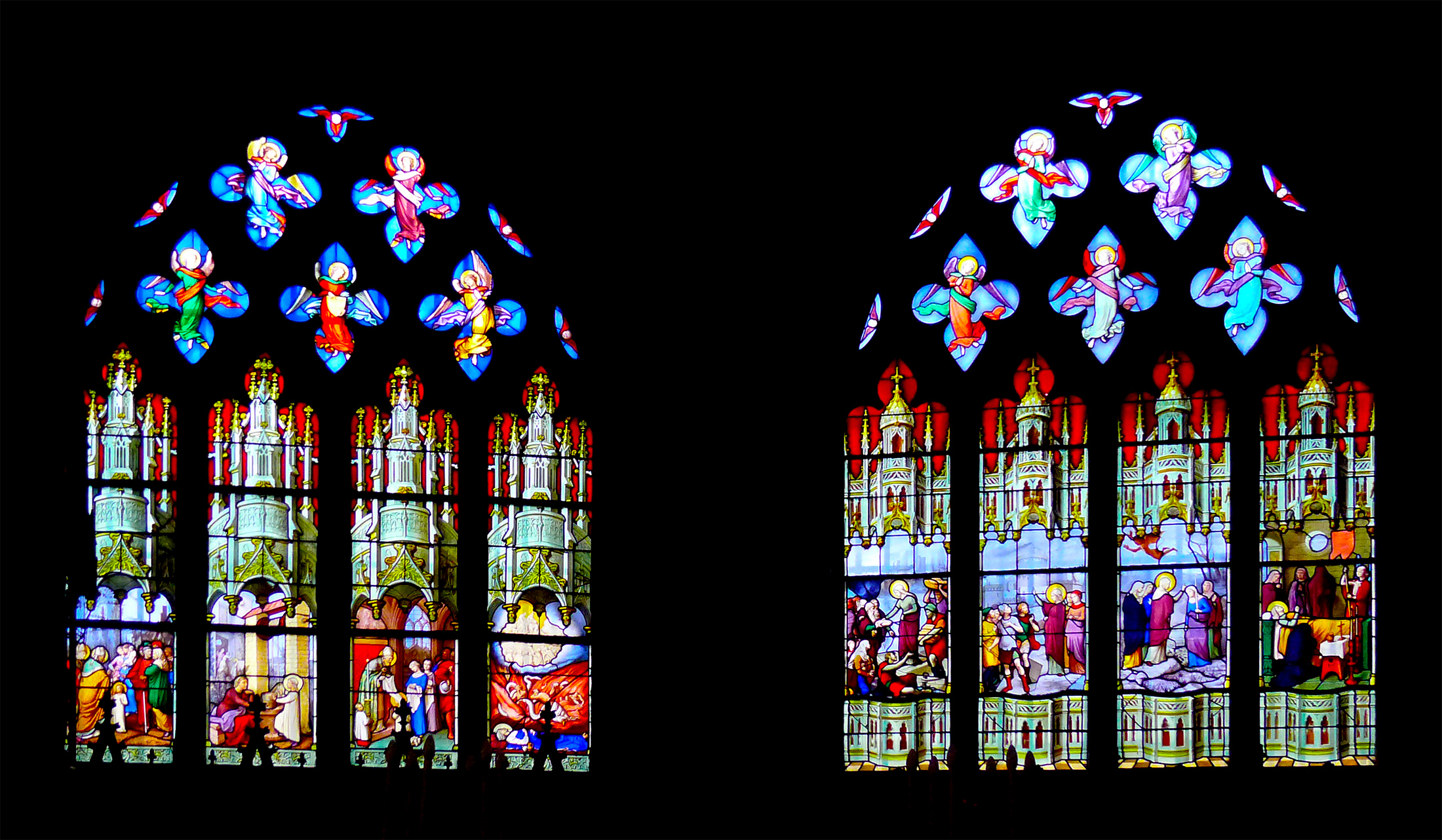
Vetrate della cappella di Santa Clotilde
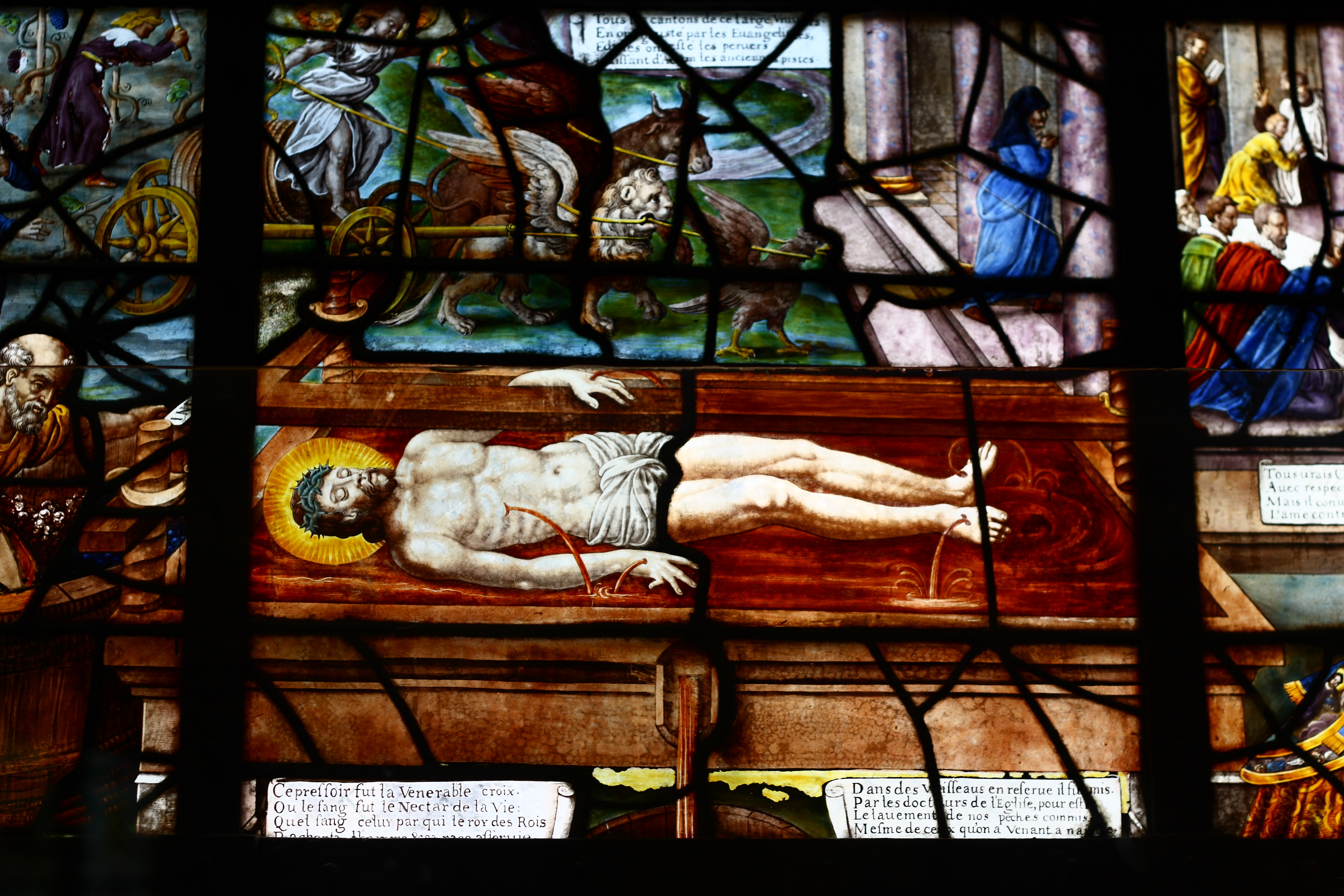
Vetrata con Cristo nel torchio